# Sealioning

Le sealioning (litt. « faire le lion de mer ») est un type de trollage ou de harcèlement qui consiste à importuner des gens par des demandes insistantes d'arguments ou bien des questions répétées, tout en maintenant une apparence de courtoisie et de sincérité,,,. Il s'agit parfois d'invitations à engager un débat, faites de façon incessante et en toute mauvaise foi. Le néologisme vient de l'anglais sea lion, « otarie », et fait référence à une bande dessinée où figure un dialogue dans lequel une otarie harcèle son interlocuteur.

## Description du comportement
Le troll internet feint l'ignorance et la politesse de telle sorte que sa cible soit poussée à produire une réponse colérique ; le troll peut ensuite prétendre être offensé,. Le sealioning peut être pratiqué par un troll isolé ou par plusieurs trolls agissant de concert. La technique de sealioning a été comparée à celle du mille-feuille argumentatif et est métaphoriquement décrite comme une attaque par déni de service ciblant un être humain.
Un article dans la collection Perspectives on Harmful Speech Online, publié par le Berkman Klein Center for Internet & Society d'Harvard note :

« Sur le plan rhétorique, le troll usant de sealioning combine des questions insistantes — souvent sur des informations basiques qui peuvent facilement être trouvées ailleurs, ou des hors-sujets plus ou moins flagrants — avec une requête fortement appuyée de s'engager à un débat raisonnable.
Il déguise sa démarche comme une tentative sincère d'apprendre ou d'échanger.
Le sealioning fonctionne ainsi à la fois pour user la patience, l'attention et les efforts de pédagogie de la cible mais aussi pour dépeindre cette cible comme étant irrationnelle.
Bien que les questions du troll semblent innocentes, elles ont un objectif malfaisant et ont des conséquences nuisibles. »

— Amy Johnson, Berkman Klein Center for Internet & Society (mai 2019)
Le sealioning peut être efficace pour faire dérailler une conversation dans une communauté internet et polariser le débat. Parfois, un troll pose une question suggestive ou trompeuse pour amener sa cible à dépenser beaucoup d'énergie à produire de longues explications. Il peut aussi s'agir de demandes répétées de fournir des preuves même dans des cas où de telles preuves sont impossibles à produire, comme la preuve de l'inexistence de certains phénomènes ou la preuve de l'inexistence de lien entre différentes entités.

## Origine du mot
Ce terme vient d'une bande dessinée en ligne datant de 2014, Wondermark de David Malki, dans laquelle un personnage exprime son dégoût pour les otaries (sea lion en anglais). Une otarie fait alors intrusion, pour lui demander avec insistance d'expliquer sa déclaration ; elle critique son point de vue d'une façon exagérément polie, et le suit jusque dans l'intimité de sa maison. « Sea lion » connaît une conversion lexicale rapide. « Sealioning », terme renvoyant au trollage sur internet, gagne en popularité. Il est utilisé pour décrire le comportement des gens participant à la controverse du Gamergate,.
En 2016, une étude publiée dans le First Monday (une revue universitaire spécialisée dans l'étude d'internet) centre ses recherches sur les utilisateurs du subreddit controversé du Gamergate /r/KotakuInAction. Les participants sont interrogés sur ce qui constitue selon eux du « harcèlement ». Certains utilisateurs répondent que « les manifestations de sincère désaccord » sont considérées comme du harcèlement par les opposants du forum et que le terme de sealioning est utilisé pour faire taire des demandes légitimes de preuves.

## Problème de la parade
Selon The Guardian, d'une manière générale, le « sea lion » se gère comme tout troll : en l'ignorant. L'inconvénient est que le « sea lion » suspecté peut être également une personne réellement curieuse qui voudrait en savoir plus. Face à une question dont la réponse pourrait demander une grande dépense d'énergie, The Guardian conseille donc de rediriger le quémandeur vers une ressource tierce (un reportage par exemple).
Des universitaires de l'Université de technologie de Delft et TU Eindhoven indiquent une des difficultés que pose le sealioning : il semblerait que les « sea lions » puissent « avoir de leur côté John Stuart Mill ». Ce dernier estime que les opinions fausses ont un intérêt dans la mesure où leur expression conduit au débat, qui est l'une des meilleures méthodes pour atteindre la vérité, et que le refus du débat risque de provoquer un abaissement du savoir au rang de « dogme mort ». Les universitaires ajoutent qu'il reste beaucoup à faire pour établir une méthodologie qui permette de savoir quand couper le débat ou bien s'y engager pour garantir sa position concernant les connaissances établies.